# مكتب الأمم المتحدة المتكامل في بوروندي
مكتب الأمم المتحدة المتكامل في بوروندي والذي أنشئ من قبل مجلس الأمن التابع للأمم المتحدة لدعم حكومة بوروندي في جهودها الرامية إلى تحقيق السلام والاستقرار على المدى الطويل واستبدال عملية الأمم المتحدة في بوروندي.  وكان من المقرر أن يبدأ ولايته في 1 كانون الثاني / يناير 2007 لمدة 12 شهرا أولية، وكان إنشائه ومهمته نتيجة للتوصيات الواردة في تقرير من الأمين العام.  
تم إنشاء بعثة الأمم المتحدة السابقة في بوروندي، لتسهيل تنفيذ اتفاقيات السلام الموقعة بين الحكومة السابقة والمجموعة المتمردة من المجلس الوطني للدفاع عن الديمقراطية - قوات الدفاع عن الديمقراطية. فاز بيير نكورونزيزا زعيم المجلس الوطني للدفاع عن الديمقراطية - قوات الدفاع عن الديمقراطية في الانتخابات البوروندية عام 2005، ويسيطر حزبه فعليًا على الحكومة البوروندية.
وكانت أسباب إنشاء بعثة ثانية في بوروندي، في أعقاب مهام عملية الأمم المتحدة في بوروندي مباشرة، هي اتفاق وقف إطلاق النار الذي تم التوصل إليه بين الحكومة الجديدة للمجلس الوطني للدفاع عن الديمقراطية - قوات الدفاع عن الديمقراطية وآخر جماعة متمردة متبقية باليبيهوتو - قوات التحرير الوطنية. تم التوقيع على اتفاقية وقف إطلاق النار هذه في 7 سبتمبر 2006 في دار السلام، تنزانيا، بعد وساطة من جنوب إفريقيا في المحادثات التي بدأت في مايو. ومن بين النقاط الرئيسية في الاتفاق الوقف الكامل للأعمال العدائية، والحصانة المؤقتة لمقاتلي قوات التحرير الوطنية، وتسريح هذه القوات وإدماجها لاحقًا في القوات المسلحة البوروندية، بما يتماشى مع اتفاقيات السلام السابقة في هذا النزاع والتي نصت جميعها على ترتيبات لتقاسم السلطة في قطاع الأمن.
تم إنشاء مكتب الأمم المتحدة المتكامل في بوروندي لتسهيل تنفيذ اتفاق وقف إطلاق النار هذا، حيث تتمثل أهم نقطة في الولاية في دعم تنفيذ طرائق الاتفاق، والمساعدة في إصلاح قطاع الأمن، ودعم إعادة إدماج المقاتلين السابقين. كما طلبت الحكومة البوروندية من مكتب الأمم المتحدة المتكامل في بوروندي المساعدة في إرساء سيادة القانون والحكم الرشيد وحرية الصحافة والإعلام.
وتمتد ولاية مكتب الأمم المتحدة المتكامل في بوروندي حاليًا حتى نهاية عام 2010. 
تم استبداله بمكتب الأمم المتحدة في بوروندي في 1 يناير 2011. 

## روابط خارجية
- موقع BINUB الرسمي للأمم المتحدة
- أرشيف أونوب من الأمم المتحدة
- قصة الاخبار